# Hroznýšovití
Hroznýšovití (Boidae) jsou čeleď zahrnující jak největší a nejtěžší hady světa dorůstající délky až 10 m a hmotnosti až 250 kg, tak i hady malé nepřesahující délku 50 cm. Jde o nejedovaté škrtiče.
Kořist uchvátí a zabíjí mimořádně silným škrcením.

## Popis
Hroznýšovití mají u kloaky patrné zbytky zadních končetin, v podobě malých drápků. Zornička oka je svislá. Někteří mají na hlavě zvláštní buňky – termoreceptory, jimiž mohou rozlišit nepatrné rozdíly v teplotě – až 0,025 °C. Mnoho hroznýšovitých patří k nočním tvorům.
Tato čeleď čítá 52 druhů hroznýšů, obývajících širokou škálu různých biotopů. Od krajt se hroznýši liší některými zvláštnostmi ve stavbě lebky (chybí jim tzv. nadoční kost), nebo tím, že jejich podocasní štítky leží pouze v jedné řadě.
Hroznýšovití jsou starobylou čeledí hadů, jejíž fosilní předkové byli nalezeni už v křídových horninách. Výsledkem dlouhého vývoje této čeledi je velice značná rozmanitost jejich životních forem.

## Systemizace
Poslední roky zaznamenává systematika hroznýšovitých (a nejen těch) značné změny; do této skupiny jsou dnes zařazovány tři podčeledi: Boinae, Erycinae a Ungaliophiinae. Ostatní bývalé podčeledi (včetně krajt) jsou zařazovány do samostatných čeledí, popř. jsou úplně zrušeny.

## Bývalé členění čeledi hroznýšovitých
Čeled Boidae (hroznýšovití) se dělila na následující podčeledi:
- Boinae (hroznýši)
- Erycinae (hroznýšci)
- Tropidophiinae (pahroznýšci)
- Bolyerinae (bolyerie) – ?
- Calabarinae (kalabárie) – ?
- Loxoceminae (krajtovky) – ?
- Pythoninae (krajty) – ?

## Dělení čeledi
V současnosti se tato čeleď dělí na tři podčeledi:
- Boinae
- Erycinae
- Ungaliophiinae

Podčeleď Boinae obsahuje 34 druhů v pěti rodech:
- Acrantophis (2 druhy)
- Boa (1 druh)
- Candoia (5 druhů)
- Corallus (7 druhů)
- Epicrates (14 druhů)
- Eunectes (4 druhy)
- Sanzinia (1 druh)

Podčeleď Erycinae obsahuje 15 druhů ve třech rodech:
- Calabaria (1 druh)
- Charina (1 druh)
- Eryx (12 druhů)
- Lichanura (1 druh)

Podčeleď Ungaliophiinae obsahuje 3 druhy ve dvou rodech:
- Exiliboa (1 druh)
- Ungaliophis (2 druhy)